# Millennium Tower (Dubái)
La Millennium Tower es un rascacielos de 59 plantas y 285 m de altura ubicado en Dubái, Emiratos Árabes Unidos. Fue inaugurado en 2006 y es de uso residencial. El edificio contiene 301 apartamentos de tres habitaciones y 106 apartamentos con dos dormitorios. Situado al lado de la torre se encuentra un estacionamiento de 10 plantas con 471 estacionamientos.